# Pseudochazara amymone
Espèce
Statut de conservation UICN

 EN  : En danger
Pseudochazara amymone est une espèce de lépidoptères (papillons) de la famille des Nymphalidae, de la sous-famille des Satyrinae et du genre Pseudochazara.

## Description

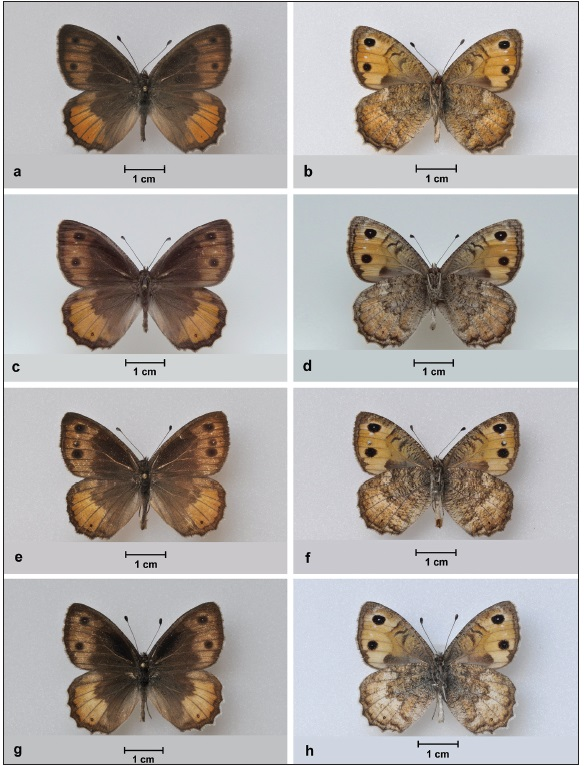
Variations de coloration.

Pseudochazara amynone est un petit papillon aux ailes marron à marron clair, avec une large bande postdiscale ocre jaune. L'aile antérieure, porte deux ocelles foncés pupillés de blanc dont un à l'apex.
Le revers, beige très clair, présente les mêmes deux ocelles aux antérieures sur une bande ivoire.

### Phénologie
Il vole en août.

## Répartition et biotopes
Pseudochazara amymone n'est présent que dans le Nord-Ouest de la Grèce,. Il réside dans des friches.

## Statut
Pseudochazara amymone a le statut d'espèce en danger (EN).

## Systématique
L'espèce Pseudochazara amymone a été décrite en 1976 par le lépidoptériste américain John Wesley Brown (d).
Ce pourrait être une sous-espèce de l'Ocellé de Brown (Pseudochazara mamurra),.

### Publication originale
- (en) John W. Brown, « A Review of the Genus Pseudochazara De Lesse, 1951 (Lep., Satyridae) in Greece », Entomologist’s Gazette, Royaume-Uni, vol. 27,‎ 1976, p. 85–90 (ISSN 0013-8894).